# Anežská
Anežská ulice na Starém Městě v Praze vede od Haštalského náměstí k Anežskému klášteru na ulici U Milosrdných, který je součást Národní galerie v Praze. Nazvána je podle svaté Anežky České (1211-1282), která klášter založila v roce 1234.

## Budovy, firmy a instituce
- Fara u svatého Haštala – Anežská 1, Haštalské náměstí 4[2]
- restaurace U Červeného kola – Anežská 2, Haštalské náměstí 5[3][4]
- vinárna U svaté Anežky – Anežská 3[5][6]
- „nejmenší dům v Praze“ – Anežská 4
- Dům U Červeného kola – Anežská 5[7]
- Dům U Černé růže – Anežská 6[8]
- Dům U Svatého Václava – Anežská 8[9]
- Anežský klášter – Anežská 10, 12, 14, 16, U Milosrdných 17[10]
- Dům V Malém domku – Anežská 16